# Robert Hannah
Robert George Hannah, född 7 augusti 1985 i Falkenbergs församling, Hallands län, är en svensk politiker (moderat), jurist och författare. Han var ordinarie riksdagsledamot för Liberalerna mellan 2014 och 2025, invald för Göteborgs kommuns valkrets. I samband med att han lämnade riksdagen i februari 2025 bytte han parti till Moderaterna. I riksdagen drev han framförallt frågor såsom hedersförtryck, bostadspolitik och jämställdhet.
I september 2018 släppte Hannah sin självbiografiska debutroman Potatisskallen, som bland annat rör identitet, intolerans och hederskultur.

## Bakgrund
Hannah, som är av assyriskt ursprung, är uppvuxen i Göteborgsförorterna Tynnered och Gårdsten. Han har en juristexamen (LL.M.) från Stockholms universitet och genom Fulbright-programmet en masterexamen i internationell rätt från Georgetown University. Han har även läst Timbros ettåriga spetsutbildning Stureakademin.

## Politisk karriär
Hannah blev 2014 inkryssad i riksdagen och satt från 2015 i Liberalernas partistyrelse. Han var ledamot i civilutskottet 2014–2022 och partiets bostadspolitiska talesperson. 2022–2025 var han vice ordförande i kulturutskottet. Han var suppleant i bland annat arbetsmarknadsutskottet, justitieutskottet, skatteutskottet, trafikutskottet och utbildningsutskottet.
Under valåret 2014 kandiderade Hannah både till Europaparlamentet och till riksdagen. Hannah var åttonde namn på Folkpartiets lista över kandidater i valet till EU-parlamentet 2014 och nummer fem på listan för Göteborg till riksdagsvalet 2014. Efter en lyckad personvalskampanj tog Hannah Folkpartiets enda riksdagsmandat i Göteborg. Han kryssade sig förbi fyra partivänner, däribland toppkandidaten Adam Cwejman. Han blev den ledamot som i riksdagen 2014–2018 kryssade sig förbi flest namn.
Hannah var i riksdagsvalet 2018 på första plats på Liberalerna Göteborgs riksdagslista samt på femte plats på den nationella listan för Liberalerna. Förutom partiledaren Jan Björklund blev Hannah den Liberal som fick flest personkryss i riksdagsvalet. Liberalerna i Göteborg utökade sina mandat till två och Maria Nilsson valdes in tillsammans med Hannah.

## Politiska frågor

### Integration
Integrationen var enligt Hannah den viktigaste frågan i valet 2018. Han har lyft fram inträdesjobb, språkkunskaper och en bättre skola som åtgärder på integrationsutmaningarna. För att uppmuntra lärare och rektorer att söka sig till tjänster i skolor i utsatta områden vill Liberalerna göra en satsning på särskilda karriärtjänster där. Hannah lämnade efter valet posten som biträdande integrationspolitisk talesperson för Liberalerna, då han inte blivit tilldelad något av "de tre utskott som har stark koppling till integration".

### Hedersförtryck
Hannah har utmärkt sig i kampen mot hedersrelaterat våld och förtryck (hedersvåld). I en artikel i Dagens Nyheter i augusti 2013 berättade Hannah att han ville göra hederskulturen till en del av sitt förflutna och "väljer att vara både assyrier och bög". I riksdagen fortsatte han med detta arbete och var en av pionjärerna bakom "Lex Fadime", en straffskärpningsregel för brott begångna med hedersmotiv, som trädde i kraft 2020. Han har även föreslagit ett uttryckligt förbud mot omvändelseterapi för HBTQ-personer, särskilda boenden för HBTQ-flyktingar och en särskild utredning av det hedersförtryck som drabbar hbtq-personer i Sverige.

### Bostadspolitik
Hannah var bostadspolitisk talesperson för Liberalerna. I Hannahs bostadspolitik återfinns bland annat frågor om att det ska bli lättare att spara till första bostaden, enklare regler för byggande och en bostadspolitik för att lyfta utsatta områden. Han vill även se en särskild boendeform i lagstiftningen för studentbostäder. Hannah menar att det är orimligt att ställa samma krav på exempelvis bullernivån för studentbostäder eftersom de generellt tjänar till att vara genomgångsbostäder.

### Regeringsbildningen 2018/2019
Riksdagsvalet i Sverige 2018 gav ett resultat där varken det traditionella borgerliga blocket eller det rödgröna blocket fick ens i närheten av egen majoritet, när Sverigedemokraterna, som övriga partier i riksdagen sagt att de inte vill samarbeta med eller ge inflytande åt, fick cirka 18 procent av rösterna. Hannah och sju andra riksdagsmän för Liberalerna uttalade sig i Expressen i januari 2019 för att partiet skulle säga nej till den uppgörelse, januariavtalet, som förhandlats fram mellan Socialdemokraterna, Miljöpartiet, Centerpartiet och Liberalerna, och istället stödja en moderatledd regering.

## Utmärkelser
Hannah har tilldelats ett flertal utmärkelser för sitt politiska engagemang och i sin yrkesroll som människorättsjurist. Den liberala tidskriften NU utsåg bland annat hans personvalskampanj till riksdagsvalet 2014 som valrörelsens bästa. I QX Gaygalan samma år nominerades Robert Hannah till priset "Årets homo/bi/trans" för sitt arbete med att uppmärksamma hederskultur mot HBTQ-personer. Som människorättsjurist har han även vunnit Ohlininstitutets uppsatstävling 2011 för uppsatsen "En europeiserad talerätt" och Centrum för rättvisas Midander-Lönnstipendium 2011 för bästa examensuppsats om fri- och rättigheter.